# Hrabstwo Charlotte (Floryda)
Hrabstwo Charlotte (ang. Charlotte County) – hrabstwo w stanie Floryda w Stanach Zjednoczonych. Obszar całkowity hrabstwa obejmuje powierzchnię 859,12 mil² (2225,11 km²). Według szacunków United States Census Bureau w roku 2009 miało 156 952 mieszkańców.
Hrabstwo powstało w 1921 roku. Na jego terenie znajduje się obszary niemunicypalne: Cape Haze, El Jobean, Englewood, Grove City, Inglewood, Murdock, Placida, Port Charlotte, Rotonda West.
| Populacja hrabstwa w poprzednich latach | Populacja hrabstwa w poprzednich latach |
| Rok                                     | Liczba ludności                         |
| --------------------------------------- | --------------------------------------- |
| 1980                                    | 56 341                                  |
| 1990                                    | 110 975                                 |
| 2000                                    | 141 627                                 |
| 2005                                    | 157 536                                 |

## Miejscowości
- Punta Gorda

## CDP
- Charlotte Harbor
- Charlotte Park
- Cleveland
- Englewood
- Grove City
- Harbour Heights
- Manasota Key
- Port Charlotte
- Rotonda
- Solana